# Баумгарт, Штеффен
Штеффен Баумгарт (нем. Steffen Baumgart; род. 5 января 1972, Росток) — футболист и футбольный тренер.

## Биография

### Ранние годы
Родился 5 января 1972 года в Ростоке. Обучался на полицейского и параллельно играл в любительском клубе «Динамо» Росток-Митте. После объединения ФРГ и ГДР устроился автомехаником в Аурихе.

### Карьера игрока
Начал свою профессиональную карьеру в клубе «Ганза» в 1995 году. За шесть лет в «Ганзе» забил 32 гола в 185 матчах. В 2002 году перешёл в «Унион Берлин», в 2004 году вместе с командой вылетел из Второй Бундеслиги, заняв 17-е место.
На правах свободного агента присоединился к «Энерги», с которым в 2006 году вышел в Бундеслигу. Во втором сезоне в высшем дивизионе стал получать меньше игровой практики, и 3 января 2008 года Баумгарт и клуб договорились о взаимном расторжении контракта. 22 января подписал контракт с ФК «Магдебург» из Региональной лиги «Север» до июня 2008 года с возможностью продления ещё на один сезон. После того как клуб не вышел в Третью Бундеслигу, Баумгарт не продлил контракт с клубом и перешёл в клуб «Шёнайхе» под Берлином.

### Карьера тренера
31 марта 2009 года вернулся в «Магдебург» в качестве тренера, подписав контракт до конца сезона. После победы в Кубке Саксонии-Анхальт контракт был продлён ещё на один сезон. В конце марта 2010 года Баумгарт был уволен из-за неудовлетворительных результатов.
В 2017 году подписал контракт с «Падерборном», где по итогам сезона 2017/18 вывел команду во Вторую Бундеслигу. В 2019 году занял второе место и вывел клуб в Бундеслигу. Контракт Баумгарта был рассчитан до 30 июня 2021 года. В апреле 2021 года клуб объявил, что с тренером не будут продлевать контракт.
11 мая 2021 года ФК «Кёльн» объявил о назначении Баумгарта на пост главного тренера, подписав с ним двухлетний контракт.
В декабре 2024 года он был назначен новым главным тренером «Унион».